# Carlo Taranto (personaggio televisivo)
Carlo Enrico Paolo Taranto (Milano, 16 dicembre 1961) è un conduttore radiofonico italiano, famoso soprattutto per essere stato uno dei tre componenti della Gialappa's Band, insieme a Giorgio Gherarducci e Marco Santin.

## Biografia
Laureato in Scienze politiche, è stato segretario cittadino di Legambiente dal 1983 al 1986. È sposato con Elisabetta "Betty" Oropallo e ha un figlio, Francesco, che ha a sua volta intrapreso la carriera di conduttore radiofonico (Radio Popolare, RTL 102.5). È un lontano parente dei fratelli Nino e il suo omonimo Carlo Taranto, attori comici napoletani.
Nel 1985 incontra gli altri due membri della Gialappa's Band. È l'ideatore dei tormentoni «Amici ma soprattutto amiche di...» e «Chi cambia canale è un...», inserendo alla fine della frase un insulto scherzoso e spesso inventato. Viene spesso chiamato dagli altri componenti «Il signor Carlo». Nel 2008 è stato l'autore dei testi di Grazie a tutti, il concerto-evento di Gianni Morandi. Lascia il trio nel 2023, pur comparendo in un cameo nel 2025 all'interno del GialappaShow.

## Libri
- Andrea Amato, Gialappa's Band, Mai dire noi. Tutto quello che non avreste voluto sapere, Mondadori, 2022